# Şeker Ahmet Paşa

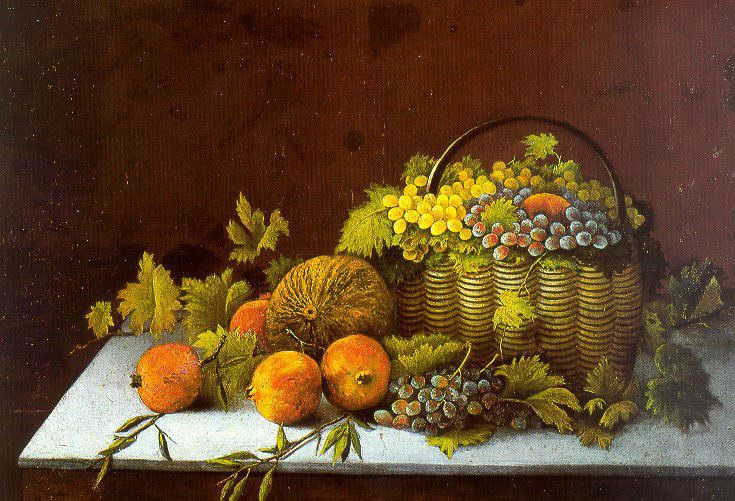
Bodegón con caquis y uvas.

Ahmet Ali Pasha, más conocido como Şeker Ahmet Paşa (1841-5 de mayo de 1907), fue un pintor turco.

## Biografía
Ahmet Ali Paşa nació en el barrio de Üsküdar, Estambul en 1841. Su padre, Ali Efendi, lo envió a la escuela a los cinco años de edad. En 1855 inicia estudios en la Escuela de Medicina para luego transferirse a la Academia Militar. Ahí mostró un interés por la pintura. A los dieciocho años fue designado profesor de arte en la Escuela de Medicina. Trabajó en la corte del sultán Abdülaziz I, en donde fue apodado şeker, que en turco significa azúcar: Un día el sultán ordenó a un paje buscar a Ahmet Ali, quien estaba de servicio con el príncipe Yusuf İzzettin Efendi; sin embargo, el paje no supo a quien se refería el sultán y por tanto consultó al príncipe Yusuf, quien muy naturalmente le contestó que se refería a su şeker Ahmet (dulce Ahmet), nombre que hizo gracia al sultán y por el cual, a partir de entonces, Ahmet Ali habría de ser conocido por el nombre de Şeker Ahmet. Debido a que el sultán Abdülaziz gustó de su obra, éste le envió a París, siguiendo los pasos de Süleyman Seyyid, en donde estudió primero bajo la dirección de Gustave Boulanger y después con Jean-Léon Gérôme, en la Escuela de Bellas Artes (École des Beaux-Arts). En 1869 tuvo una exhibición de sus pinturas al óleo en París, y regresó a Estambul en 1871, con el rango de capitán. En 1873 organizó sus primeras exhibiciones en Estambul. Şeker Ahmet Paşa subió rápidamente de rango: en 1876 fue promovido a mayor, en 1877 a teniente coronel, en 1880 a coronel, en 1885 a brigadier general, y en 1890 a teniente general.
Şeker Ahmet Paşa es uno de los ejemplos más importantes de pintores militares otomanos. Pintaba objetos relacionados con la naturaleza como bosques, frutas, flores y animales con una gran habilidad. Murió en 1907 de un paro cardíaco y fue enterrado en Eyüp Sultan, Estambul.